# Yellowcard (album)
Yellowcard – dziesiąty, a zarazem ostatni album studyjny amerykańskiego pop-punkowego zespołu Yellowcard. Został wydany 30 września 2016 przez wytwórnię Hopeless Records. 24 czerwca 2016 zespół wydał pierwszy singiel promujący płytę pt. Rest in Peace, jednocześnie zapowiadając że będzie to ich ostatni album. 17 sierpnia 2016, wraz z teledyskiem został opublikowany drugi utwór z albumu pt. The Hurt is Gone.

## Lista utworów
1. Rest in Peace - 4:18
2. What Appears - 3:50
3. Got Yours - 3:20
4. A Place We Set Afire - 4:19
5. Leave a Light On - 4:47
6. The Hurt Is Gone - 6:25
7. Empty Street - 4:47
8. I'm a Wrecking Ball - 3:57
9. Savior's Robes - 5:12
10. Fields & Fences - 6:58